# Raorchestes bobingeri
Raorchestes bobingeri es una especie de anfibio anuro de la familia Rhacophoridae.

## Distribución geográfica
Esta especie es endémica del oeste de Ghats occidentales en el sur de la India. Habita entre los 120 y 460 m sobre el nivel del mar en el distrito de Thiruvananthapuram en el estado de Kerala y en el distrito de Tirunelveli en el estado de Tamil Nadu.

## Descripción
Raorchestes bobingeri mide de 21 a 25 mm para los machos y 23 a 26 mm para las hembras. Su dorso es verde uniforme; Sus flancos son rojos. Su vientre es blanco a ligeramente amarillento. Su garganta y la parte interna de sus piernas es de color amarillo claro.

## Etimología
Esta especie lleva el nombre en honor a Robert Frederick Inger, herpetólogo estadounidense.

## Publicación original
- Biju & Bossuyt, 2005: Two new Philautus (Anura: Ranidae: Rhacophorinae) from Ponmudi Hill in the Western Ghats of India. Copeia, vol. 2005, n.º 1, p. 29-37[4]